# 2060 Хірон
 2060 Хірон  (англ. 2060 Chiron) — одне з небесних тіл, відомих як Кентаври. Через його розмір, що складає близько 233 км, Хірон спершу був названий журналістами десятою планетою Сонячної системи. Цей кентавр має систему кілець, що була відкрита у 2011 році.

## Відкриття
Відкритий 18 жовтня 1977 року Чарльзом Ковальом з Паломарської обсерваторії, отримав позначення 1977UB. Преса називала Хірон «десятою планетою Сонячної системи». Після відкриття цей космічний об’єкт було знайдено на деяких архівних фотопластинках, одна з яких датована 1895 роком.
На початку класифікувався як астероїд, пізніше як комета, у 1979 році був класифікований як кентавр.
У тому ж 1979 році отримав офіційну назву «Хірон» — на честь персонажа давньогрецької міфології — наймудрішого та найсправедливішого кентавра Хірона (грец. Χείρων), що був сином Кроноса та океаніди Філіри.
Символ Хірона ⚷ походить від поєднання слів «Object Koval», тобто створений на честь відкривача.

## Фізичні характеристики
Видимий та інфрачервоний спектр випромінювання Хірона — нейтральні, подібно до астероїдів типу С (англ. Type-C astroids) і ядра Комети Галлея.
У 1984 році Лебовський (англ. Lebofsky) оцінював діаметр Хірона у 180 км, у 1990-1999 роках він оцінювався у 150 км. Космічний телескоп Спітцер у 2007 році оцінив діаметр 2060 Хірона у 233±14 км.
У той час як більшість кентаврів, як вважається, перебувають у стані спокою, починаючи з кінця 1980-х років, астрономи спостерігають прояви активності Хірона, аналогічні кометним.
В 2024 році космічний телескоп «Вебб» (JWST) виявив унікальний хімічний склад кентавра 2060 Хірон, що може змінити уявлення про ці об’єкти та ранню історію Сонячної системи. Нові дослідження виявили на поверхні кентавра заморожений монооксид і діоксид вуглецю, метан, а також органічні сполуки, що утворилися під впливом сезонних змін освітлення та нагрівання Сонцем, які впливають на його льодяні та газові запаси.

## Орбіта

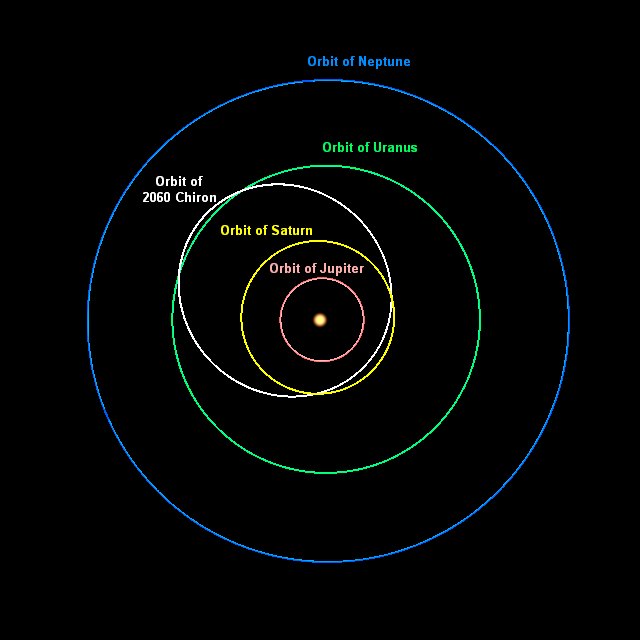
Розташування орбіти Хірона відносно інших об'єктів Сонячної системи

Орбіта Хірона нестабільна внаслідок збурень з боку газових планет. Хірон — SU-об'єкт, що означає, що Сатурн (S) стримує перицентр Хірона, а Уран (U) — апоцентр Хірона.
Кеплерівські елементи орбіти:
- ексцентриситет e — 0,37911o
- нахил орбіти і — 6,9311o
- довгота висхідного вузла (☊ або Ω) — 209,31o
- аргумент перицентра ω. — 339,98o
- середня аномалія М — 94,716o

## Кільця
Вчені тільки недавно виявили кільцеву систему Харікло. Тепер вчені з Массачусетського технологічного інституту та інших місць виявили можливу кільцеву систему навколо іншого кентавра — Хірона. У листопаді 2011 року група вчених спостерігала зоряне покриття, у якому Хірон пройшов перед яскравою зорею, блокуючи її світло. Команда проаналізувала функцію зміни блиску зорі й дійшла висновку, що функція може означати кільцеву систему, круглу оболонку з газу й пилу або симетричні струмені матеріалу, що стріляють із поверхні кентавра. Отже, дослідники повинні спостерігати більше зіркових покриттів Хірона, щоб по-справжньому визначитись з інтерпретацією спостережних даних.